# Sajóörös, Borsod-Abaúj-Zemplén
Sajóörös este un sat în districtul Tiszaújváros, județul Borsod-Abaúj-Zemplén, Ungaria, având o populație de 1.320 de locuitori (2011). 

## Demografie
Componența etnică a satului Sajóörös
     Maghiari (98,14%)
     Romi (1,33%)
     Necunoscut (0,27%)
     Germani (0,27%)
     Alții (0,27%)
Componența confesională a satului Sajóörös
     Romano-catolici (30,15%)
     Fără religie (21,36%)
     Reformați (15,45%)
     Greco-catolici (3,33%)
     Atei (1,74%)
     Necunoscută (27,95%)
     Alte religii (1,14%)
Conform recensământului din 2011, satul Sajóörös avea 1.320 de locuitori. Din punct de vedere etnic, majoritatea locuitorilor (98,14%) erau maghiari, cu o minoritate de romi (1,33%). Apartenența etnică nu este cunoscută în cazul a 0,27% din locuitori. Nu există o religie majoritară, locuitorii fiind romano-catolici (30,15%), persoane fără religie (21,36%), reformați (15,45%), greco-catolici (3,33%) și atei (1,74%). Pentru 27,95% din locuitori nu este cunoscută apartenența confesională.